# Hibi Ōsuke

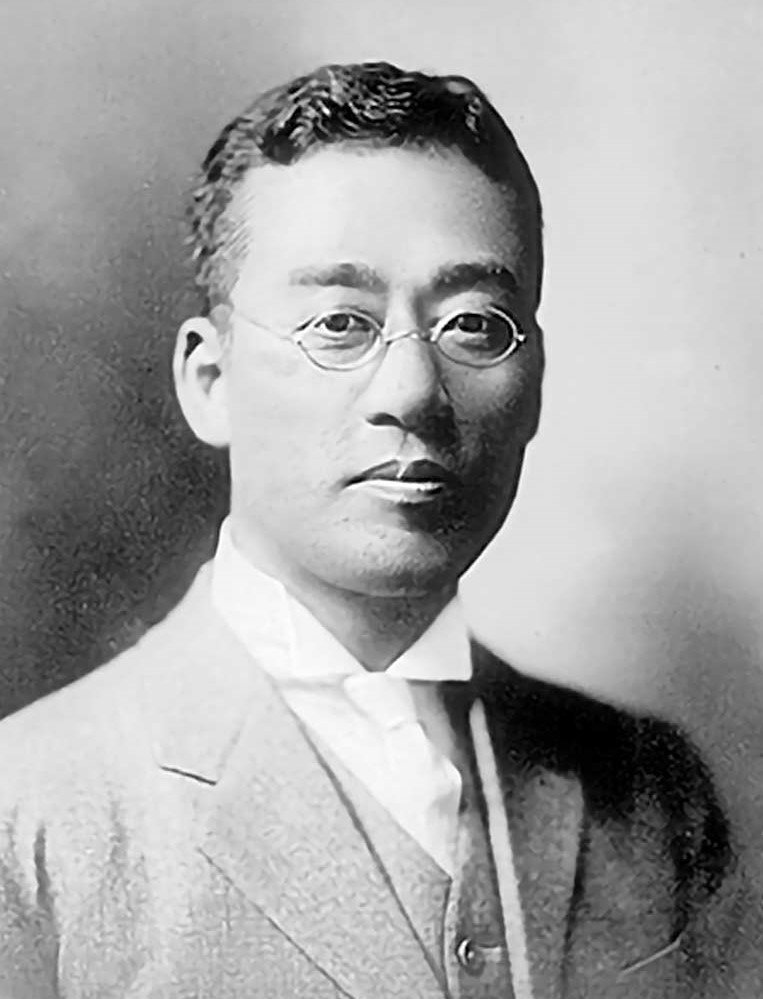
Hibi Ōsuke

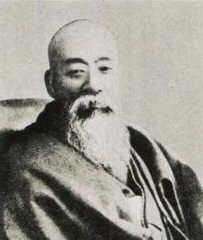
Hibi Ōsuke im Alter

Hibi Ōsuke (japanisch 日比 翁助; geboren 12. August 1860 in der Provinz Chikugo; gestorben 22. Februar 1931) war ein japanischer Geschäftsmann, Entwickler des Kaufhauses Mitsukoshi.

## Leben und Wirken
Hibi Ōsuke stammte aus der Samurai-Familie Takei (竹井家) aus der Kurume-Domäne (久留米藩) und wurde der Familie Hibi als Erbe adoptiert. Nach seinem Abschluss an der Keiō-Universität im Jahr 1884 arbeitete er am „Azabu Astronomical Observatory“ (麻布天文台; Azabu Temmon-dai) und wurde 1889 auf Empfehlung von Fukuzawa Yukichi Manager der „Muslin Company“ (モスリン商会, Musurin shōkei). 1896 wechselte er auf Einladung des Unternehmers Nakamigawa Hikojirō (1854–1901) zur Mitsui-Bank. Nachdem er als Leiter der Wakayama-Filiale und stellvertretender Leiter des Hauptgeschäfts tätig gewesen war, wurde er 1898 Leiter des Mitsui-Kleiderstoff-Geschäfts (三井呉服店, Mitsui Gofuku-ten).
Im Jahr 1904, als das Kleiderstoff-Geschäft als direkt mit Mitsui verbundenes Unternehmen ausschied, übernahm Hibi dessen Kredite und Schulden und wurde zur zentralen Figur bei der Gründung der „Mitsukoshi Kleiderstoff-Geschäfts“ (三越呉服店) und wurde dessen Geschäftsführer. Das Unternehmen bewarb die Idee, „ein Kaufhaus zu realisieren“, orientierte sich am britischen Kaufhaus Harrods und betrieb sein Geschäft seit der Zeit als Echigo-ya (越後屋) mit einer Philosophie von geringem Gewinn bei hohem Umsatz. Er legte den Grundstein für das Warenhausmanagement und bot eine große Vielfalt von Produkten und Dienstleistungen, innovative Werbung, prächtige Geschäfte und verschiedene Veranstaltungen an. Er wurde 1913 Vorsitzender und trat 1918 als Direktor zurück.